# کارلوس پومارس
کارلوس پومارس (انگلیسی: Carlos Pomares؛ زادهٔ ۵ دسامبر ۱۹۹۲) بازیکن فوتبال اهل اسپانیا است.
از باشگاه‌هایی که در آن بازی کرده‌است می‌توان به باشگاه فوتبال لوانته اشاره کرد.